# Hélène Cixous

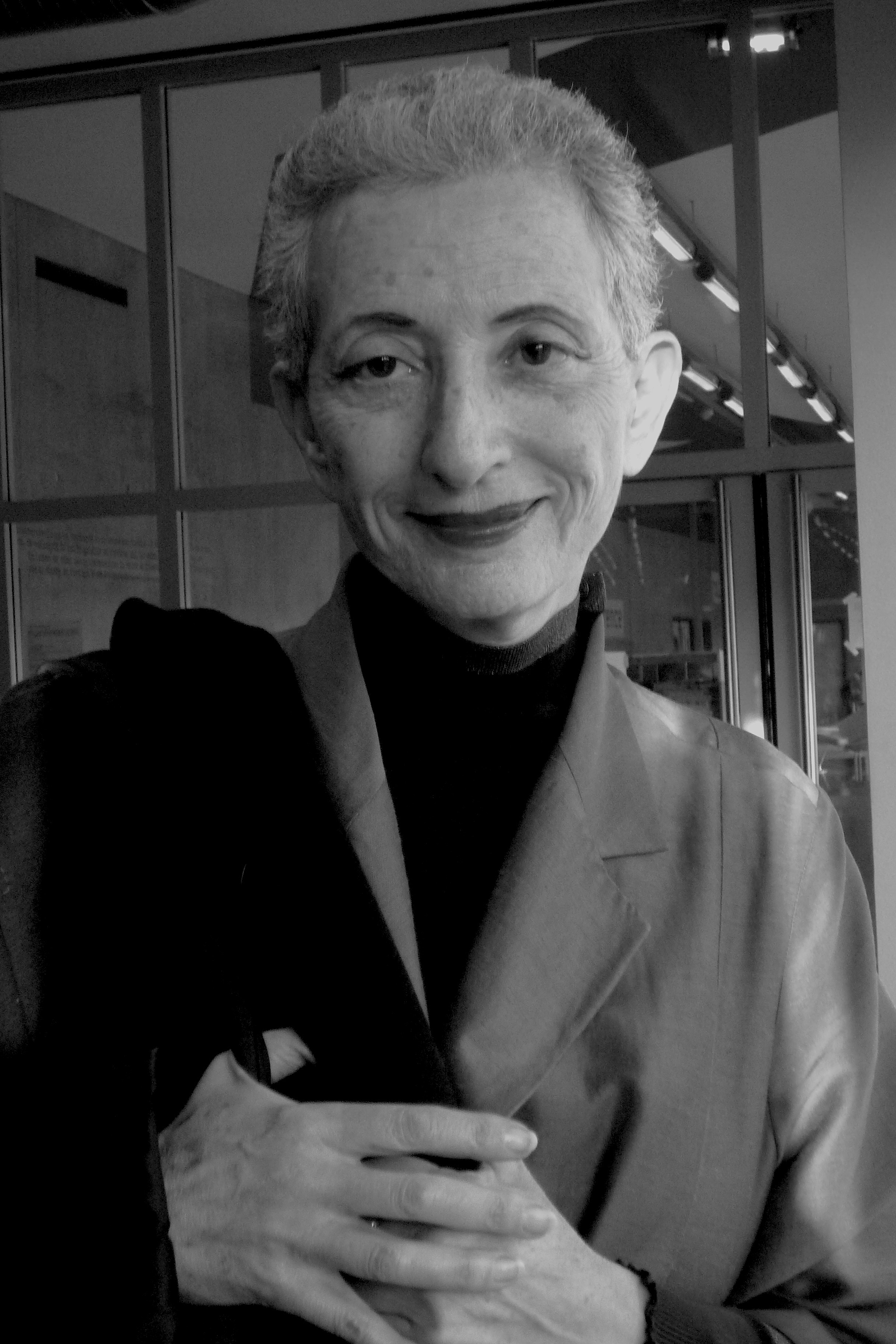
Hélène Cixous, 2011

Hélène Cixous (* 5. Juni 1937 in Oran, Algerien) ist eine französische Philosophin, Schriftstellerin und Literaturkritikerin. Die Professorin an der Universität Paris gilt als wichtige Theoretikerin eines feministischen Poststrukturalismus. Cixous ist Trägerin des französischen Nationalverdienstordens.

## Leben und Wirken
Hélène Cixous ist Jüdin. Cixous’ aschkenasische Großmutter wurde 1882 in Osnabrück geboren, ihre Mutter Eva Klein (1910–2013) ebenfalls in Osnabrück. Ihre Mutter migrierte 1930 nach Brighton, dann nach Paris, wo sie den  sephardischen Radiologen Georges Cixous (1909–1948) heiratete und mit diesem nach Oran im damals französisch beherrschten Algerien ging. Nach dem Tod des Vaters arbeitete die Mutter als Hebamme in Algier und zog erst 1971 nach Paris.
Im Jahr 1955 kam Hélène Cixous von Algerien nach Frankreich, wo sie 1959 ihre agrégation bestand. Nach Stationen als maître de conférences an verschiedenen Universitäten in Bordeaux und Paris wurde sie 1968 mit der Arbeit L’exile de James Joyce ou l’art du remplacement promoviert. Infolge der Studentenproteste gründete sie mit anderen das experimentelle Studienzentrum in Vincennes (heute Universität Paris VIII Saint-Denis), wo sie von da an lehrte. 1974 gründete sie das Centre d'études Féminines (heute: Centre d'études féminines et d'études de genre) – das erste seiner Art in Europa. Cixous war lebenslang mit Jacques Derrida befreundet, mit dem sie die Erinnerung an eine algerische Kindheit teilte und mit dem sie in einem regen Austausch stand.
Cixous’ Werke umfassen Romane, Theaterstücke und Dichtungen. Zentrale Themen ihrer Schriften sind Psychoanalyse, Traum, Mythologie, Identität, Liebe, Tod, Männlichkeit, Weiblichkeit, die Schrift, das Schreiben und der Körper. Diese Themen wurden von ihr auch in ihren Forschungsgruppen an der Universität weiterverfolgt, wo es unter anderem um Aspekte des Imaginären, des weiblichen Körpers, der Ausdrucks- und Verbindungsweise von Triebökonomie und politischer Ökonomie sowie um Analyse und Praxis des Schreibens und die weibliche Schrift geht. Cixous wird oft mit der écriture féminine identifiziert, doch auch Luce Irigaray und Julia Kristeva werden regelmäßig als bekannte Vertreterinnen des weiblichen Schreibens genannt. Wichtige Werke zur écriture féminine sind zwei 1975 erschienene Essays von Hélène Cixous: Le rire de la meduse (auf Deutsch Das Lachen der Medusa) und Sorties (mit Catherine Clément als Co-Autorin).

## Werke (Auswahl)
Fiktion
- Le Prénom de Dieu (Grasset, 1967)
- Dedans (Grasset, 1969)
  - deutsch: Gerda Scheffel: Innen. Suhrkamp, Frankfurt 1971
- Le Troisième Corps (Grasset, 1970)
- Les Commencements (Grasset, 1970)
- Un vrai jardin (L'Herne, 1971)
  - deutsch: Herbert Rauner: Ein wirklicher Garten. ERV, Augsburg 2016, ISBN 978-3-936905-62-5
- Neutre (Grasset, 1972)
- Tombe (Seuil, 1973, 2008)
- Portrait du Soleil (Denoël, 1974)
- Révolutions pour plus d'un Faust (Seuil, 1975)
- Souffles (Des femmes, 1975)
- La (Gallimard, 1976)
- Angst (Des Femmes, 1977)
- Anankè (Des femmes, 1979)
- Illa (Des femmes, 1980)
- Le Livre de Prométhéa (Gallimard, 1983)
  - deutsch: Karin Rick: Das Buch von Promethea. Wiener Frauenverlag, Wien 1990
- L'ange au secret (Des femmes, 1990)
  - deutsche Teilübersetzung: Jemand hat Ingeborg Bachmann getötet. Erwin Rauner, Augsburg 2009, ISBN 978-3-936905-39-7 (Originaltitel: Il y a quelqu'un qui a tué Ingeborg Bachmann. Übersetzt von Herbert Rauner).
- Déluge (Des femmes, 1992)
- Beethoven à jamais ou l'Existence de Dieu (Des femmes, 1993)
- La Fiancée juive de la tentation (Des femmes, 1995)
- Osnabrück (Des femmes, 1999)
  - deutsch: Esther von der Osten: Osnabrück. Passagen, Wien 2017, ISBN 978-3-7092-0312-5
- Le jour où je n'étais pas là (Galilée, 2000)
  - deutsch: Esther von der Osten: Der Tag, an dem ich nicht da war. Passagen, Wien 2009, ISBN 978-3-85165-878-1
- Les rêveries de la femme sauvage (Galilée, 2000)
- Benjamin à Montaigne (Galilée, 2001)
  - deutsch: Helmut Müller-Sievers: Benjamin nach Montaigne. Passagen, Wien 2008, ISBN 978-3-85165-844-6
- Manhattan (Galilée, 2002)
  - deutsch: Claudia Simma: Manhattan. Passagen, Wien 2010, ISBN 978-3-7092-0226-5
- Tours promises (Galilée, 2004)
- Rencontre terrestre (mit Frédéric-Yves Jeannet) (Galilée, 2005)
- Insister (Galilée, 2006)
  - deutsch: Esther von der Osten: Insister. Passagen, Wien 2014, ISBN 978-3-7092-0109-1
- Hyperrêve. (Galilée, 2006)
  - deutsch: Esther von der Osten: Hypertraum. Passagen, Wien 2013, ISBN 978-3-7092-0012-4
- Si près (Galilée, 2007)
- Cigüe: vieilles femmes en fleurs (Galilée, 2008)
- Philippines: prédelles (Galilée, 2009)
- Ève s'évade. La ruine et la vie (Galilée, 2009)[2]
- Double Oubli de l'Orang-Outang (Galilée, 2010)[3]
- Homère est morte... (Galilée, 2014)
  - deutsch: Claudia Simma: Meine Homère ist tot.... Passagen, Wien 2019, ISBN 978-3-7092-0324-8
- Une autobiographie allemande (mit Cécile Wajsbrot) (Christian Bourgois éditeur, 2016)
  - deutsch: Esther von der Osten: Eine deutsche Autobiographie. Passagen, Wien 2019, ISBN 978-3-7092-0351-4
- Gare d'Osnabrück à Jerusalem (Galilée, 2016)
  - deutsch: Esther von der Osten: Osnabrück Hauptbahnhof nach Jerusalem. Passagen, Wien 2018, ISBN 978-3-7092-0285-2
- Correspondance avec le mur (Galilée, 2017)
- Défions l'augure (Galilée, 2018)
- 1938, nuits (Galilée, 2019)
  - deutsch: Esther von der Osten: 1938, Nächte. Passagen, Wien Oktober 2024, ISBN 978-3-7092-0579-2
- Nacres (Galilée, 2019)
- Ruines bien rangés (Gallimard, 2020)
  - deutsch: Claudia Simma: Wohlverwahrte Ruinen. Passagen, Wien 2024, ISBN 978-3-7092-0556-3
- Rêvoir (Gallimard, 2021)
- Lettres dans la forêt (mit Cécile Wajsbrot) (L'Extrême Contemporain, 2022)
- MDEILMM (Gallimard, 2022)
- Incendire (Gallimard, 2023)

Essays u. ä.
- L'exile de James Joyce ou l'art du remplacement (Grasset, 1968)
- Prénoms de Personne (Seuil, 1974)
- Le Rire de la Méduse (Honoré Champion, 1975; wieder Galilée, 2010)
  - deutsch: Das Lachen der Medusa. Mit weiteren aktuellen Beiträgen. Hgg. Esther Hutfless, Gertrude Postl, Elisabeth Schäfer. Passagen, Wien 2017 (2. Aufl.), übersetzt von Claudia Simma, ISBN 978-3-7092-0276-0
- La Jeune Née. (U.G.E., 1975)
- La Venue à l'écriture. (U.G.E., 1977)
- Die unendliche Zirkulation des Begehrens. Merve, Berlin 1977, ISBN 3-920986-90-3
- Weiblichkeit in der Schrift. Merve, Berlin 1980, ISBN 3-88396-014-4
- Entre l'écriture. (Des femmes, 1986)
- L'Heure de Clarisse Lispector. (Des femmes, 1989)
- Hélène Cixous, photos de racines. Mit Mireille Calle-Gruber. (Des femmes, 1994)
- Voiles. Mit Jacques Derrida. (Galilée, 1998)
  - deutsch: Markus Sedlaczek Voiles. Schleier und Segel. Passagen, Wien 2007, ISBN 978-3-85165-782-1
- Stigmata. (Routledge, London 1998), ISBN 0-415-34545-6
- Portrait de Jacques Derrida en jeune saint juif. (Galilée, 2001)
- Benjamin à Montaigne. Il ne faut pas le dire (Galilée, 2001)
  - deutsch: Helmut Müller-Sievers Benjamin nach Montaigne. Passagen, Wien 2008, ISBN 978-3-85165-844-6
- Le Voisin de zéro. Sam Beckett. (Galilée, 2007)
- Insister. À Jacques Derrida. (Galilée, 2006)
  - deutsch: Esther von der Osten Insister. Für Jacques Derrida. Passagen, Wien 2014
- Sagen, was ungesagt ist. Vier Gespräche mit Peter Engelmann. Passagen, Wien 2017[4]
- Schriften zur Kunst I, Übers. Esther von der Osten, Matthes & Seitz, Berlin 2018, ISBN 978-3-95757-555-5
- Lettres de fuite Séminaire 2001–2004 (Gallimard, 2020)
- Il faut bien aimer Séminaire 2004–2007 (Gallimard, 2023)

Theater
- La Pupille. (Cahiers Renaud-Barrault, 1971)
- Portrait de Dora. (Des femmes, 1975)
- La Prise de l'école de Madhubaï. (Avant-Scène, 1984)
- L’Histoire terrible mais inachevée de Norodom Sihanouk, roi du Cambodge (Théâtre du Soleil, 1985; nouvelle édition corrigée 1987)
  - deutsch: Erika Tophoven-Schöningh: Die schreckliche, aber unvollendete Geschichte von Norodom Sihanouk, König von Kambodscha. Prometh, Köln 1988, ISBN 3-922009-90-5
- L’Indiade, ou l’Inde de leurs rêves, et quelques écrits sur le théâtre. (Théâtre du Soleil, 1987)
- Les Euménides d’Eschyle. Traduction (Théâtre du Soleil, 1992)
- La Ville parjure ou le réveil des Erinyes (Théâtre du Soleil, 1994)
- Et soudain, des nuits d'éveil. (Théâtre du Soleil, 1997)
- Tambours sur la digue, sous forme de pièce ancienne pour marionnettes jouée par des acteurs (Théâtre du Soleil, 1999)
- Rouen, la Trentième Nuit de Mai '31. (Galilée, 2001)
- Les naufragés du fol espoir. (Théâtre du soleil, 2010)

Drehbücher
- 1989: Die wunderbare Nacht (La nuit miraculeuse)
- 1989: L’indiade ou l’inde de leur rêve
- 1995: Beating
- 2003: Trommeln auf dem Deich (Tambours sur la digue)
- 2014: Schiffbruch mit verrückter Hoffnung (Les naufragés du fol espoir)

## Auszeichnungen

### Ehrungen
- Ehrendoktor der Queen’s University, University of  Alberta, University of York, Georgetown University, Northwestern University, University of Wisconsin-Madison, University of St Andrews[5][6]

- 2009: Kommandeur des Ordre national du Mérite[7]
- 2014: Offizier der Ehrenlegion (1994: Ernennung zum Ritter)[8]
- 2016: Kommandeur des Ordre des Arts et des Lettres[9]

### Preise
- 1969: Prix Médicis für Dedans
- 2010: Prix du Syndicat de la critique[10]
- 2014: Prix Marguerite Duras[11]
- 2014: Prix de la langue française[12]
- 2016: Prix Marguerite Yourcenar[13]
- 2018: Grand Prix du Théâtre;[14] Justus-Möser-Medaille der Stadt Osnabrück[15]
- 2025: Premio Formentor[16]